# Clubiona melanothele
Clubiona melanothele là một loài nhện trong họ Clubionidae.
Loài này thuộc chi Clubiona. Clubiona melanothele được Tord Tamerlan Teodor Thorell miêu tả năm 1895.